# Wisches
Wisches [viʃ] est une commune française située dans la circonscription administrative du Bas-Rhin et, depuis le 1er janvier 2021, dans le territoire de la Collectivité européenne d'Alsace, en région Grand Est.
Cette commune se trouve dans la région historique et culturelle d'Alsace.

## Géographie

### Localisation
Wisches est située dans le Sud-Ouest du Bas-Rhin, dans la vallée de la Bruche en aval de Schirmeck, sur la rive ouest de la Bruche. Desservie par la route départementale 392 doublée par la RD 1420 qui relie la commune à Molsheim et Strasbourg (par l'A352), Wisches dispose d'une gare sur la ligne TER Strasbourg - Molsheim - Saales - Saint-Dié.
Outre la Bruche, qui sépare le ban communal avec celui de Russ, la commune est arrosée par différents ruisseaux qui descendent du massif du Donon dont le Schoenbruch et le Tiffenbach, qui se jettent dans le Netzenbach. Ce ruisseau, par ailleurs qualifié comme l'un des trois moins pollués d'Alsace, sépare initialement le Nord du territoire communal avec celui de Lutzelhouse. Cependant, les habitations construites de l'autre côté de la rive faisaient se prolonger l'agglomération de Wisches. Ce lieu-dit (portant le nom du ruisseau) est donc rattaché à la commune en 1976.
Tommelsbach est un ruisseau séparant le sud du territoire communal de Wisches de celui de Schirmeck.
Principaux sommets : le Petit Donon (961 m), la Côte de l'Engin (911 m), le Kohlberg (907 m) ces trois sommets ont été ravagés par la tempête de Lothar du 26 décembre 1999, le Haut du Pré Saint-Jacques (551 m), ce sommet, situé entre la basse arrosée par Tommelsbach et la basse où est inclus le lieu-dit la Gosse, comprend la grande carrière de grès, visible depuis de nombreux points de vue de la vallée de la Bruche, dont Struthof et Hohbuhl.
La forêt de Wisches comprend une bonne infrastructure, du fait qu'elle dessert le sommet du Donon, ainsi que les autres sommets autour, notamment le Kohlberg et le Petit Donon, avec leurs points de vue splendides. Il y a aussi des sentiers où l'on peut y rencontrer des sculptures. La forêt comprend un abri, la cabane des sangliers, une pépinière située non loin de cet abri, et un cimetière militaire se situe à 2,5km de l'église direction le Donon.

### Communes limitrophes
| Saint-Quirin Moselle                        | Lutzelhouse |           |
| Turquestein-Blancrupt Moselle Grandfontaine | Wisches     | Russ      |
|                                             | Schirmeck   | Barembach |

### Écarts et lieux-dits
Netzenbach, Hersbach, la Gosse, le Petit Wisches.

### Hydrographie
La commune est dans le bassin versant du Rhin au sein du bassin Rhin-Meuse. Elle est drainée par la Bruche, le ruisseau Netzenbach, le ruisseau la Petite Wisches, le ruisseau le Steinbach, le ruisseau le Tomelsbach, le ruisseau Schoenbruch et le ruisseau Tiefenbach,.
La Bruche, d'une longueur de 77 km, prend sa source dans la commune de Urbeis et se jette  dans l'Ill à Strasbourg, après avoir traversé 37 communes. Les caractéristiques hydrologiques de la Bruche sont données par la station hydrologique située sur la commune de Russ. Le débit moyen mensuel est de 5,81 m3/s. Le débit moyen journalier maximum est de 94,6 m3/s, atteint lors de la crue du 10 avril 1983. Le débit instantané maximal est quant à lui de 144 m3/s, atteint le 15 février 1990.

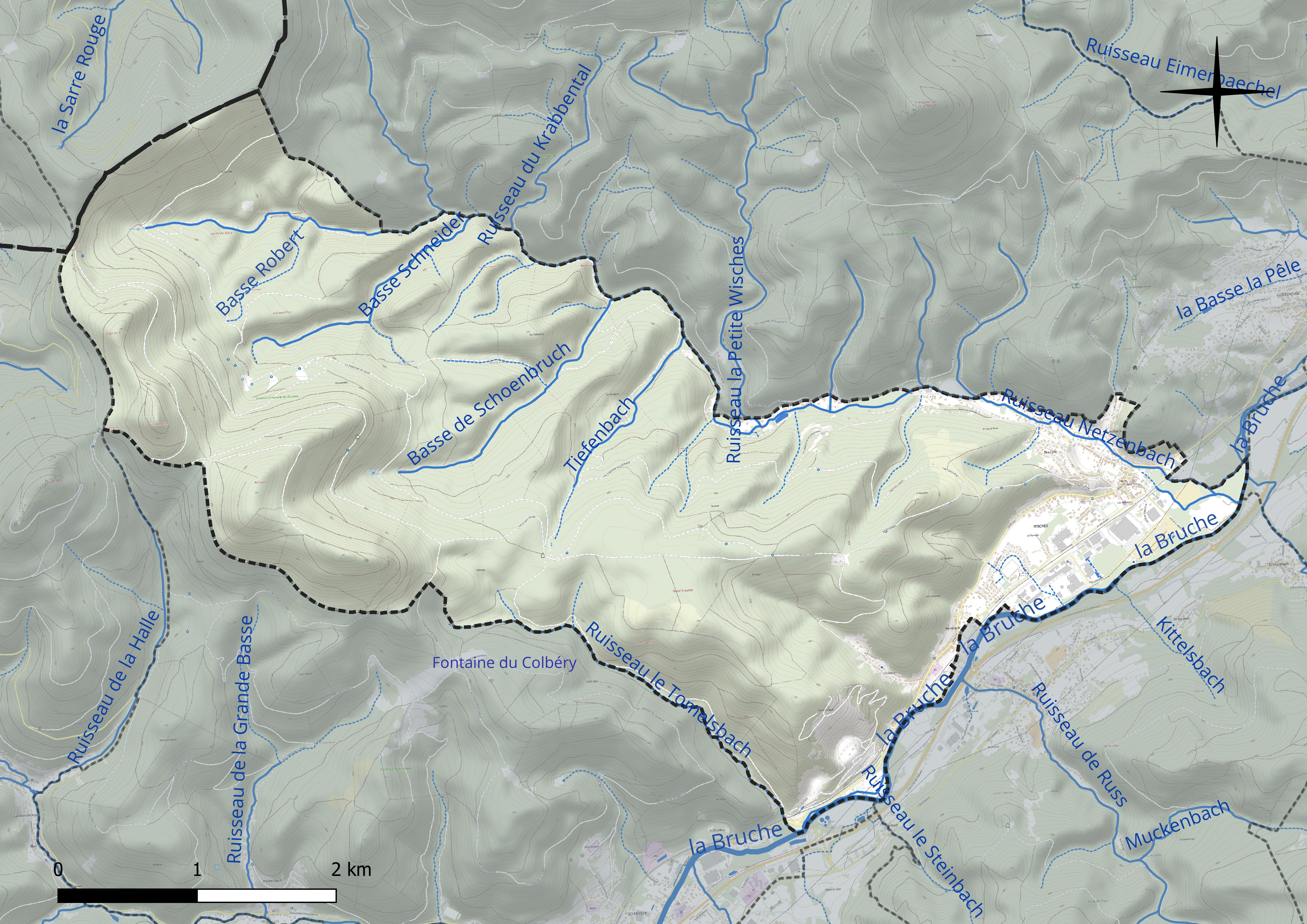
Réseau hydrographique de Wisches.

### Climat
Pour des articles plus généraux, voir Climat du Grand Est et Climat du Bas-Rhin.
En 2010, le climat de la commune est de type climat des marges montargnardes, selon une étude du Centre national de la recherche scientifique s'appuyant sur une série de données couvrant la période 1971-2000. En 2020, Météo-France publie une typologie des climats de la France métropolitaine dans laquelle la commune est exposée à un climat semi-continental et est dans la région climatique  Vosges, caractérisée par une pluviométrie très élevée (1 500 à 2 000 mm/an) en toutes saisons et un hiver rude (moins de 1 °C). 
Pour la période 1971-2000, la température annuelle moyenne est de 10,1 °C, avec une amplitude thermique annuelle de 17,3 °C. Le cumul annuel moyen de précipitations est de 914 mm, avec 11,3 jours de précipitations en janvier et 11,2 jours en juillet. Pour la période 1991-2020, la température moyenne annuelle observée sur la station météorologique de Météo-France la plus proche, « Belmont », sur la commune de Belmont à 11 km à vol d'oiseau, est de 7,0 °C et le cumul annuel moyen de précipitations est de 1 341,9 mm. 
La température maximale relevée sur cette station est de 30,9 °C, atteinte le 5 juillet 2015 ; la température minimale est de −20,3 °C, atteinte le 20 décembre 2009,,. 
Les paramètres climatiques de la commune ont été estimés pour le milieu du siècle (2041-2070) selon différents scénarios d'émission de gaz à effet de serre à partir des nouvelles projections climatiques de référence DRIAS-2020. Ils sont consultables sur un site dédié publié par Météo-France en novembre 2022.

## Urbanisme

### Typologie
Au 1er janvier 2024, Wisches est catégorisée petite ville, selon la nouvelle grille communale de densité à sept niveaux définie par l'Insee en 2022.
Elle appartient à l'unité urbaine de la Broque, une agglomération intra-départementale regroupant huit  communes, dont elle est ville-centre,,. Par ailleurs la commune fait partie de l'aire d'attraction de Strasbourg (partie française), dont elle est une commune de la couronne,. Cette aire, qui regroupe 268 communes, est catégorisée dans les aires de 700 000 habitants ou plus (hors Paris),.

### Occupation des sols
L'occupation des sols de la commune, telle qu'elle ressort de la base de données européenne d’occupation biophysique des sols Corine Land Cover (CLC), est marquée par l'importance des forêts et milieux semi-naturels (88,4 % en 2018), en diminution par rapport à 1990 (89,4 %). La répartition détaillée en 2018 est la suivante : 
forêts (84,4 %), zones urbanisées (4,9 %), milieux à végétation arbustive et/ou herbacée (4,1 %), mines, décharges et chantiers (2,9 %), zones industrielles ou commerciales et réseaux de communication (2,5 %), zones agricoles hétérogènes (0,7 %), prairies (0,6 %). L'évolution de l’occupation des sols de la commune et de ses infrastructures peut être observée sur les différentes représentations cartographiques du territoire : la carte de Cassini (XVIIIe siècle), la carte d'état-major (1820-1866) et les cartes ou photos aériennes de l'IGN pour la période actuelle (1950 à aujourd'hui).

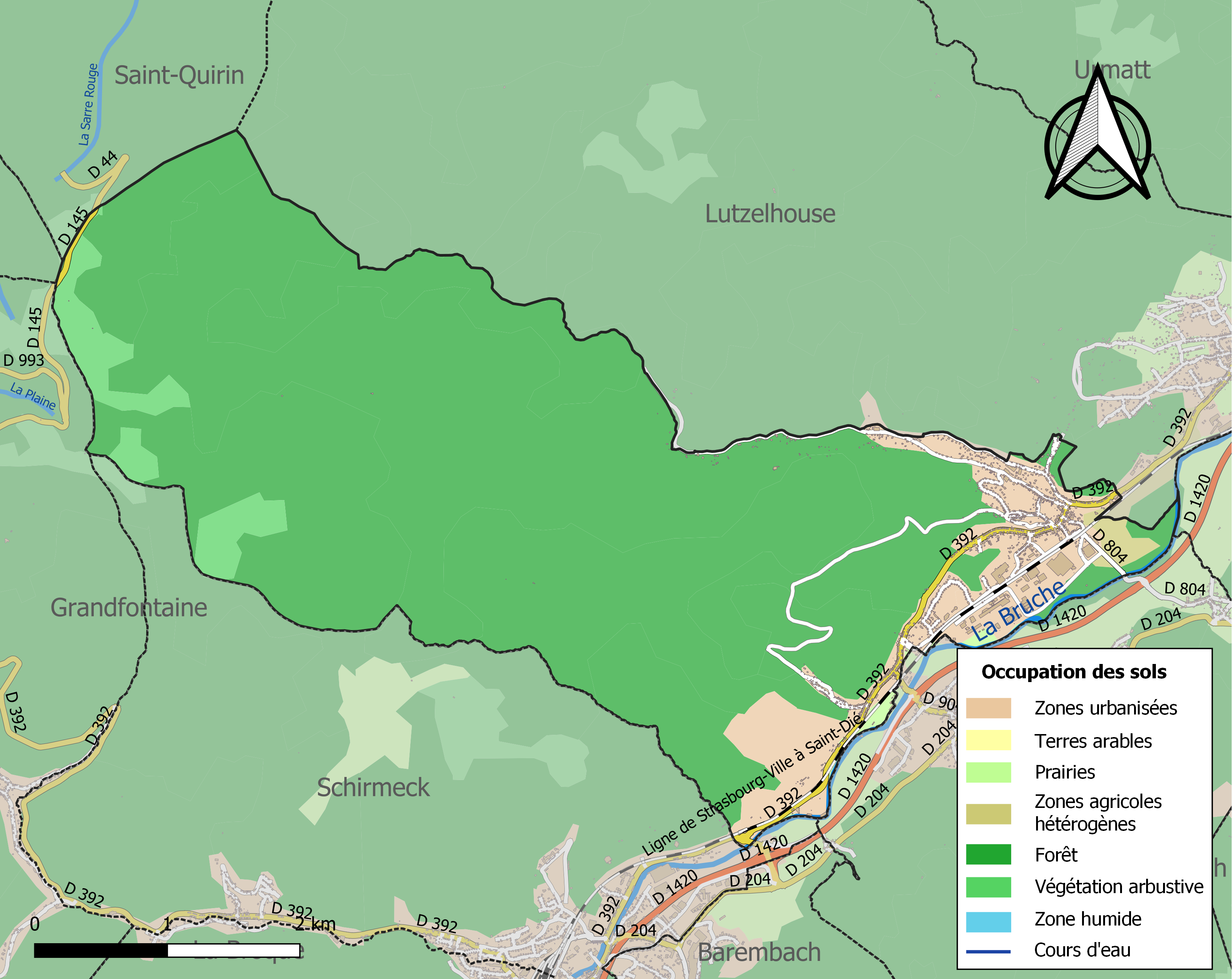
Carte des infrastructures et de l'occupation des sols de la commune en 2018 (CLC).

## Toponymie
1784 : Viche ;1793 : Wiche ; 1801 : Wische ; 1871-1918 : Wisch.

## Histoire
Wisches aurait été, dans l'Antiquité et au Moyen Âge, un carrefour permettant l'accès au Donon depuis Strasbourg.
La première mention du ruisseau de Netzenbach remonte au haut Moyen Âge.
La première mention de la localité en elle-même date de 1213. L'étymologie de Wisches renvoie à Vicus, ce qui sous-entend que le lieu comprenait un établissement romain. Cela est assez compréhensible, vu que deux voies romaines, celle de la vallée et celle menant au Donon, se rencontraient à cet endroit. Si un attelage d'appoint était sans doute nécessaire avant de gravir le Donon, l'existence de cet établissement pourrait ainsi s'expliquer.
La chapelle Saint-Antoine, située au cimetière du village, a été l'épicentre du village, jusqu'à ce qu'elle soit trop petite pour une population grandissante. Ainsi fut construit, au pied de la colline, un autre édifice au milieu du XVIIIe siècle. Il s'agit de l'église dédiée à l'Archange Michel, deuxième patron de la communauté. Le troisième patron, Saint-Hubert, est figuré sur les armoiries.
La commune et le hameau de Netzenbach furent t incendiés par les suédois durant la guerre de Trente Ans.
Du fait de l'agriculture vivrière et de l'éloignement des grandes villes, la commune vit de pauvreté jusqu'au XIXe siècle, où l'industrie gagne du terrain. C'est dans les années 1870 que le chemin de fer Strasbourg-Saint-Dié atteint et dessert Wisches. 
Entre-temps, l'église de l'immaculée conception de Hersbach fut construite en 1856.
Durant un siècle, l'économie du village se centre surtout sur plusieurs scieries et haut-fers. Au XXe siècle, la carrière de grès située à flanc de montagne du Pré-Jacquot était un véritable progrès économique. Cependant, depuis quelques décennies, ce sont surtout les industries qui contribuent à l'économie de la communauté. Elles sont situées dans une zone d'activités du territoire communal.
C'est dans le territoire de cette commune que se trouve le Petit Donon, haut-lieu de la première guerre mondiale.
Tout comme Schirmeck et Russ, Wisches a été inclus en 1790 dans le département du Bas-Rhin, canton de Rosheim en 1793.
En 1795, il intègre le département des Vosges et le canton de La Broque. En 1801, Schirmeck devient son chef-lieu.
Allemande de 1871 à 1919, la commune rejoindra le département du Bas-Rhin.

## Politique et administration

### Liste des maires
| Période                                  | Période                   | Identité                                    | Étiquette                                     | Qualité |
| ---------------------------------------- | ------------------------- | ------------------------------------------- | --------------------------------------------- | --- |
| Les données manquantes sont à compléter. |                           |                                             |                                               | |
| 1898                                     | 1907                      | Ernest Hugues                               |                                               | |
| 1907                                     | 1919                      | Joseph Ganier                               |                                               | |
| 1919                                     | 1921                      | Ernest Hugues                               |                                               | |
| Les données manquantes sont à compléter. |                           |                                             |                                               | |
| 1925                                     | 1939                      | Philippe Hugues                             |                                               | |
| 1939                                     | 1945                      | Joseph Huck                                 |                                               | Occupe les fonctions de bürgermeister |
| 1945                                     | 1968                      | Charles Schneider                           |                                               | |
| 1968                                     | 1981                      | Joseph Huck                                 |                                               | |
| 1981                                     | mars 1989                 | Laurent Charton                             |                                               | |
| mars 1989                                | En cours (au 31 mai 2020) | Alain Ferry, Réélu pour le mandat 2020-2026 | MDR puis UDF puis app. UMP puis UDI puis Agir | Journaliste sportif puis chef d'entreprise Député du Bas-Rhin (6e circ.) (1993 → 2012) Conseiller général de Schirmeck (1992 → 2004) 1er vice-président de la CC de la Vallée de la Bruche |

### Budget et fiscalité 2021

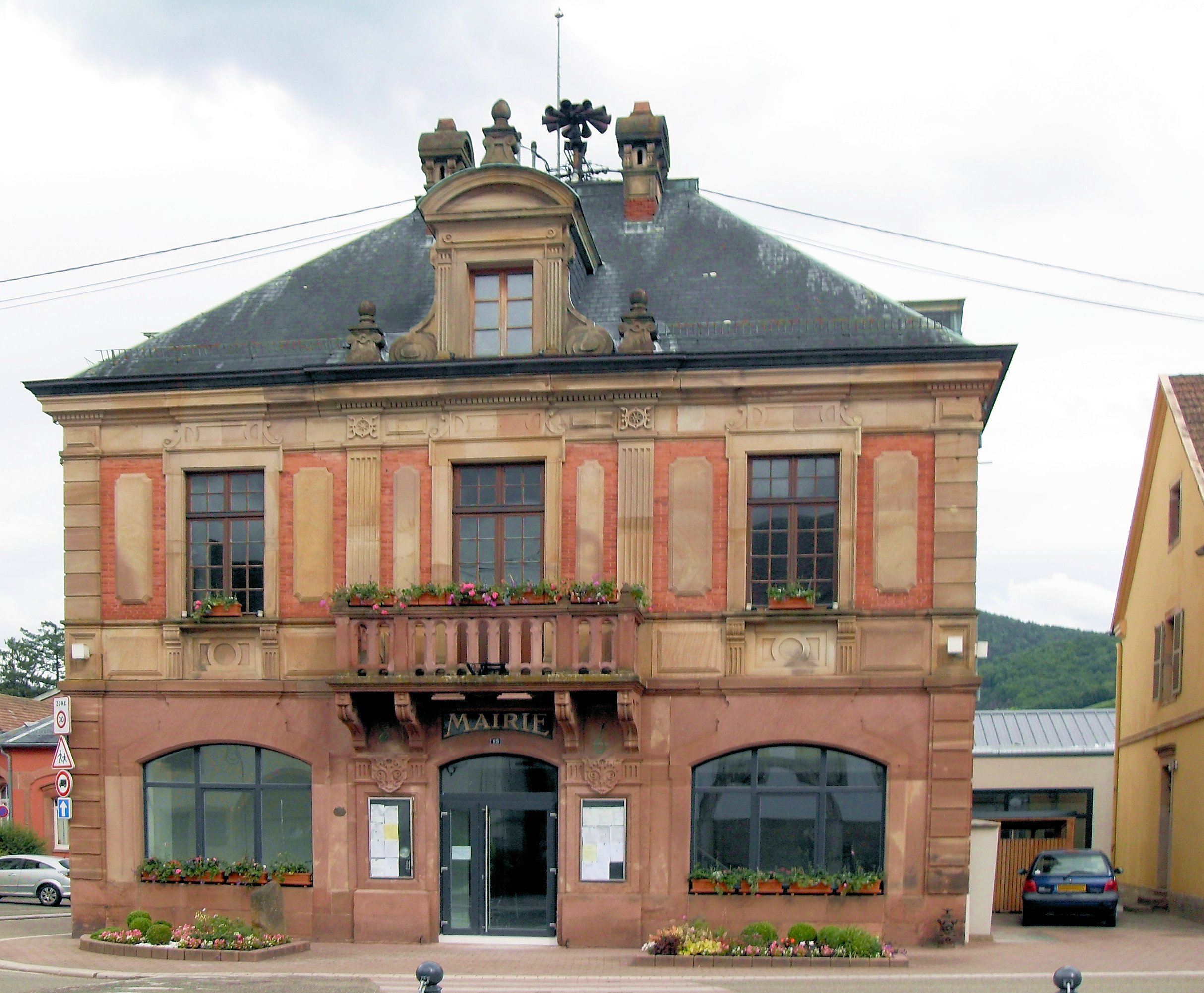
La mairie de Wisches.

En 2021, le budget de la commune était constitué ainsi :
- total des produits de fonctionnement : 1 792 000 €, soit 842 € par habitant ;
- total des charges de fonctionnement : 1 971 000 €, soit 926 € par habitant ;
- total des ressources d'investissement : 81 000 €, soit 38 € par habitant ;
- total des emplois d'investissement : 730 000 €, soit 343 € par habitant ;
- endettement : 85 000 €, soit 40 € par habitant.

Avec les taux de fiscalité suivants :
- taxe d'habitation : 12,95 % ;
- taxe foncière sur les propriétés bâties : 21,70 % ;
- taxe foncière sur les propriétés non bâties : 52,03 % ;
- taxe additionnelle à la taxe foncière sur les propriétés non bâties : 0,00 % ;
- cotisation foncière des entreprises : 0,00 %.

Chiffres clés Revenus et pauvreté des ménages en 2020 : médiane en 2020 du revenu disponible, par unité de consommation : 22 030 €.

### Jumelages
- Ahnatal (Allemagne) ;
- Boholt (Roumanie).

## Population et société

### Démographie
L'évolution du nombre d'habitants est connue à travers les recensements de la population effectués dans la commune depuis 1793. Pour les communes de moins de 10 000 habitants, une enquête de recensement portant sur toute la population est réalisée tous les cinq ans, les populations de référence des années intermédiaires étant quant à elles estimées par interpolation ou extrapolation. Pour la commune, le premier recensement exhaustif entrant dans le cadre du nouveau dispositif a été réalisé en 2008.

En 2022, la commune comptait 2 061 habitants, en évolution de −2,37 % par rapport à 2016 (Bas-Rhin : +3,17 %, France hors Mayotte : +2,11 %).
| 1793 | 1800 | 1806 | 1821 | 1831  | 1836  | 1841  | 1846  | 1851  |
| ---- | ---- | ---- | ---- | ----- | ----- | ----- | ----- | ----- |
| 725  | 697  | 790  | 944  | 1 104 | 1 202 | 1 250 | 1 379 | 1 409 |

| 1856  | 1861  | 1866  | 1871  | 1875  | 1880  | 1885  | 1890  | 1895  |
| ----- | ----- | ----- | ----- | ----- | ----- | ----- | ----- | ----- |
| 1 357 | 1 374 | 1 488 | 1 463 | 1 386 | 1 390 | 1 315 | 1 301 | 1 393 |

| 1900  | 1905  | 1910  | 1921  | 1926  | 1931  | 1936  | 1946  | 1954  |
| ----- | ----- | ----- | ----- | ----- | ----- | ----- | ----- | ----- |
| 1 456 | 1 543 | 1 567 | 1 531 | 1 630 | 1 649 | 1 632 | 1 597 | 1 613 |

| 1962  | 1968  | 1975  | 1982  | 1990  | 1999  | 2006  | 2008  | 2013  |
| ----- | ----- | ----- | ----- | ----- | ----- | ----- | ----- | ----- |
| 1 602 | 1 518 | 1 576 | 1 719 | 1 655 | 2 017 | 2 147 | 2 184 | 2 121 |

| 2018  | 2022  | - | - | - | - | - | - | - |
| ----- | ----- | - | - | - | - | - | - | - |
| 2 100 | 2 061 | - | - | - | - | - | - | - |

## Culture locale et patrimoine

### Lieux et monuments

#### Patrimoine religieux
- Église Saint-Michel

L'église dispose d'un magnifique orgue, incontestablement l'un des chefs-d'œuvre de la maison Stiehr Frères, il a été reçu en 1859. Il n'avait alors que deux claviers, le troisième a été construit par Théodore Jaquot.
- Ancienne église Saint-Antoine, aujourd'hui chapelle de cimetière.
- Chapelle funéraire de la famille Ganier-Hugues.
- Église de l'Immaculée-Conception de Hersbach et son orgue Stiehr-Mockers de 1876.

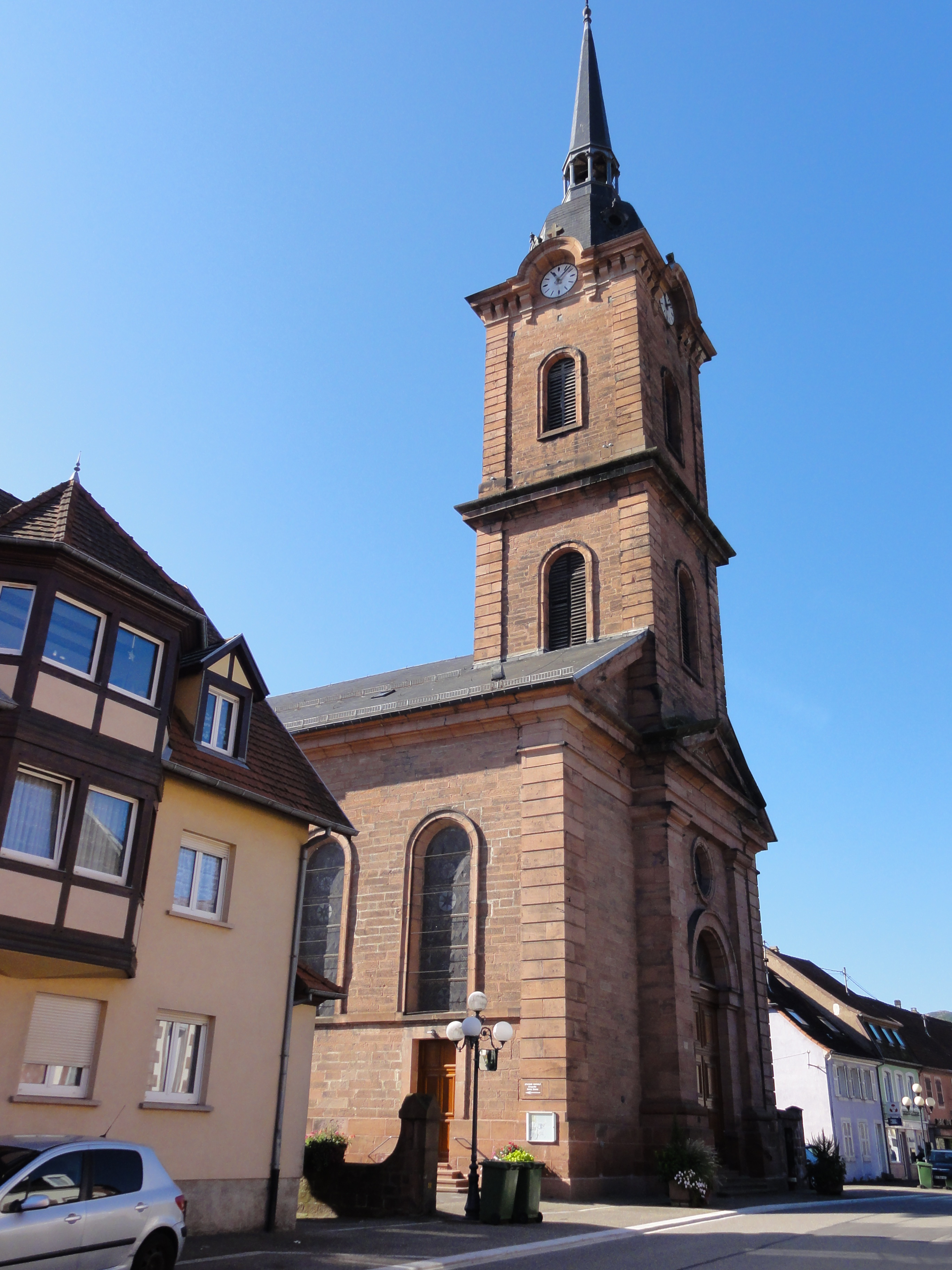
Église Saint-Michel.
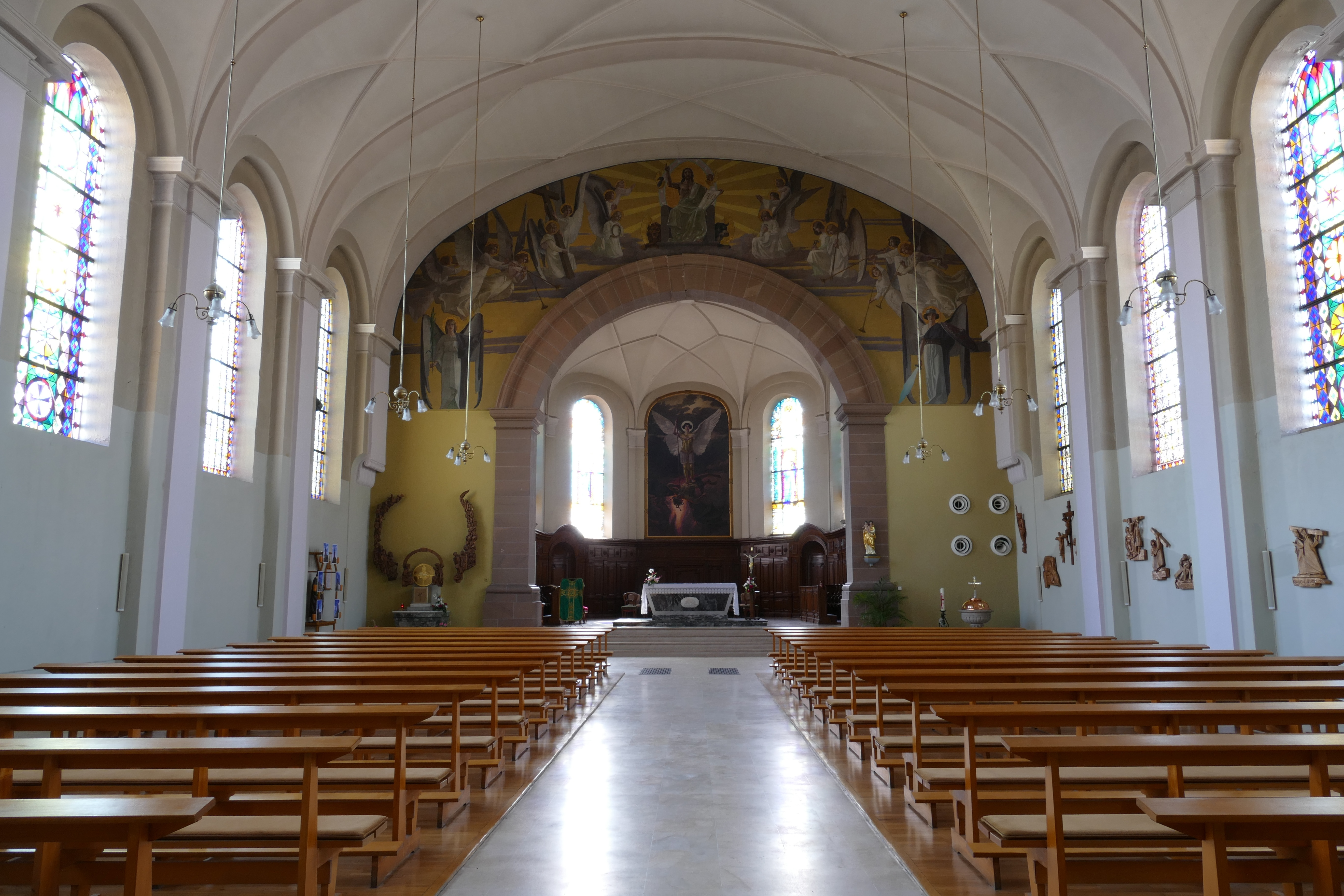
Vue intérieure de la nef vers le chœur.
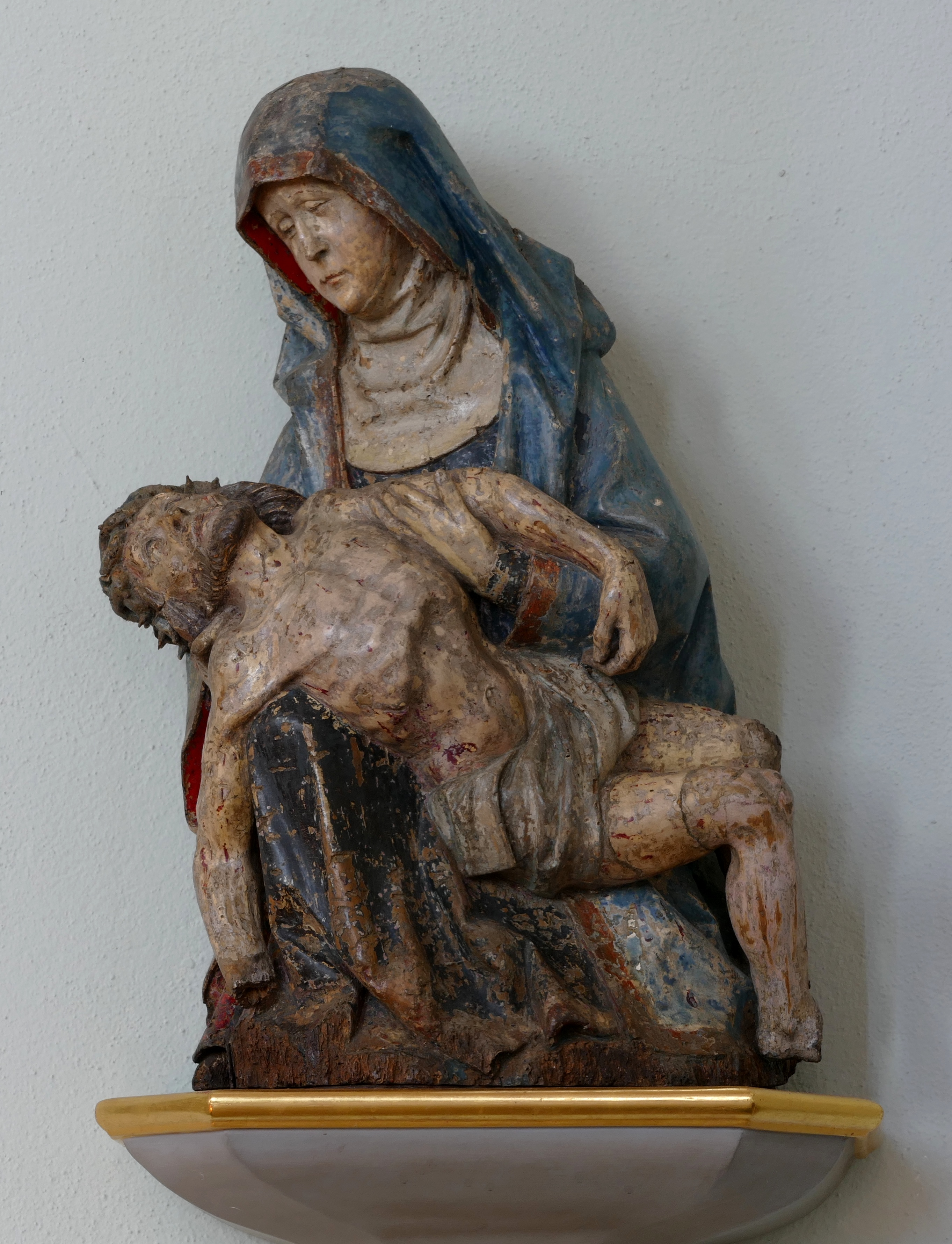
Vierge de Pitié (XVe).
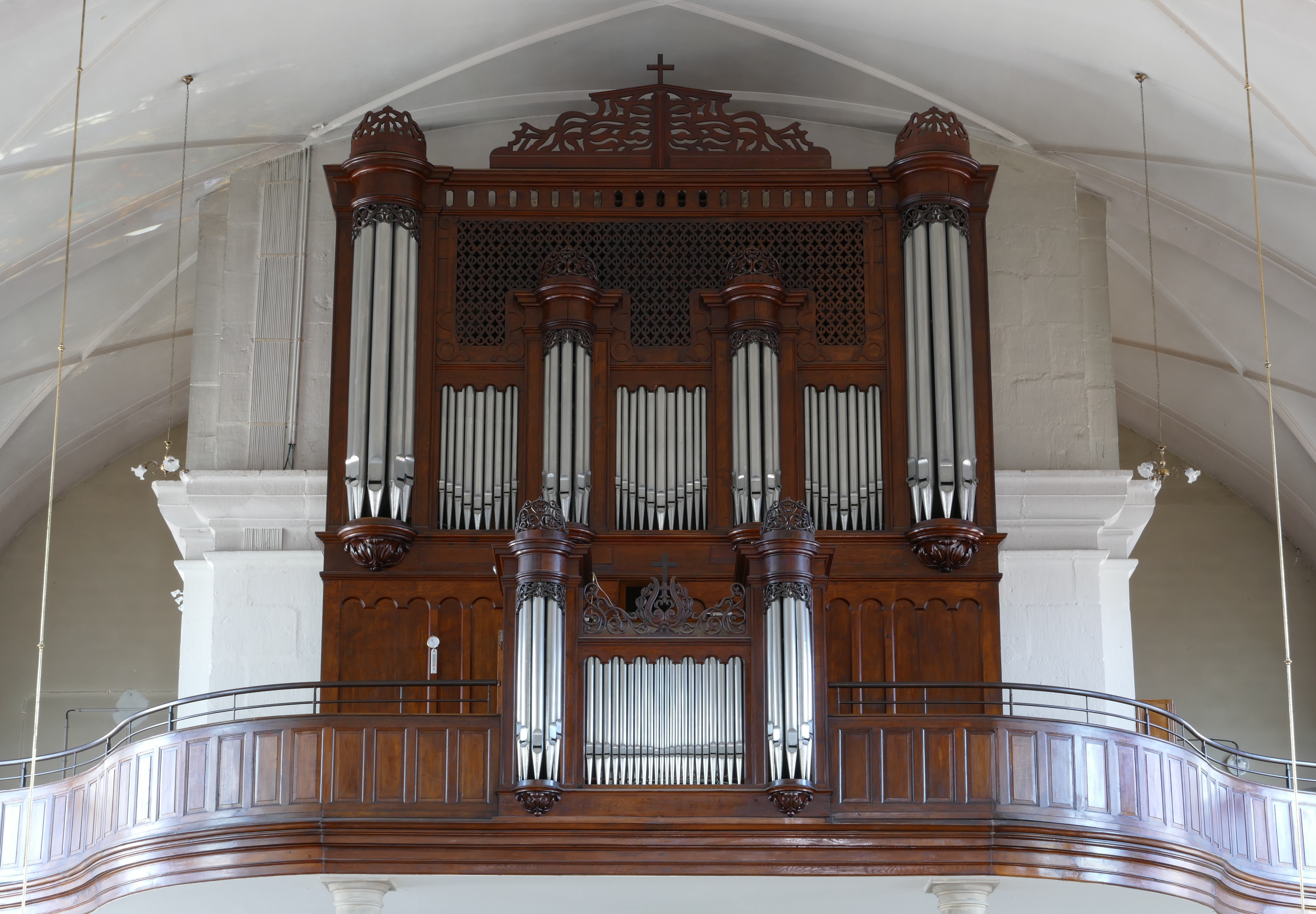
Orgue Stiehr-Mockers (1859).
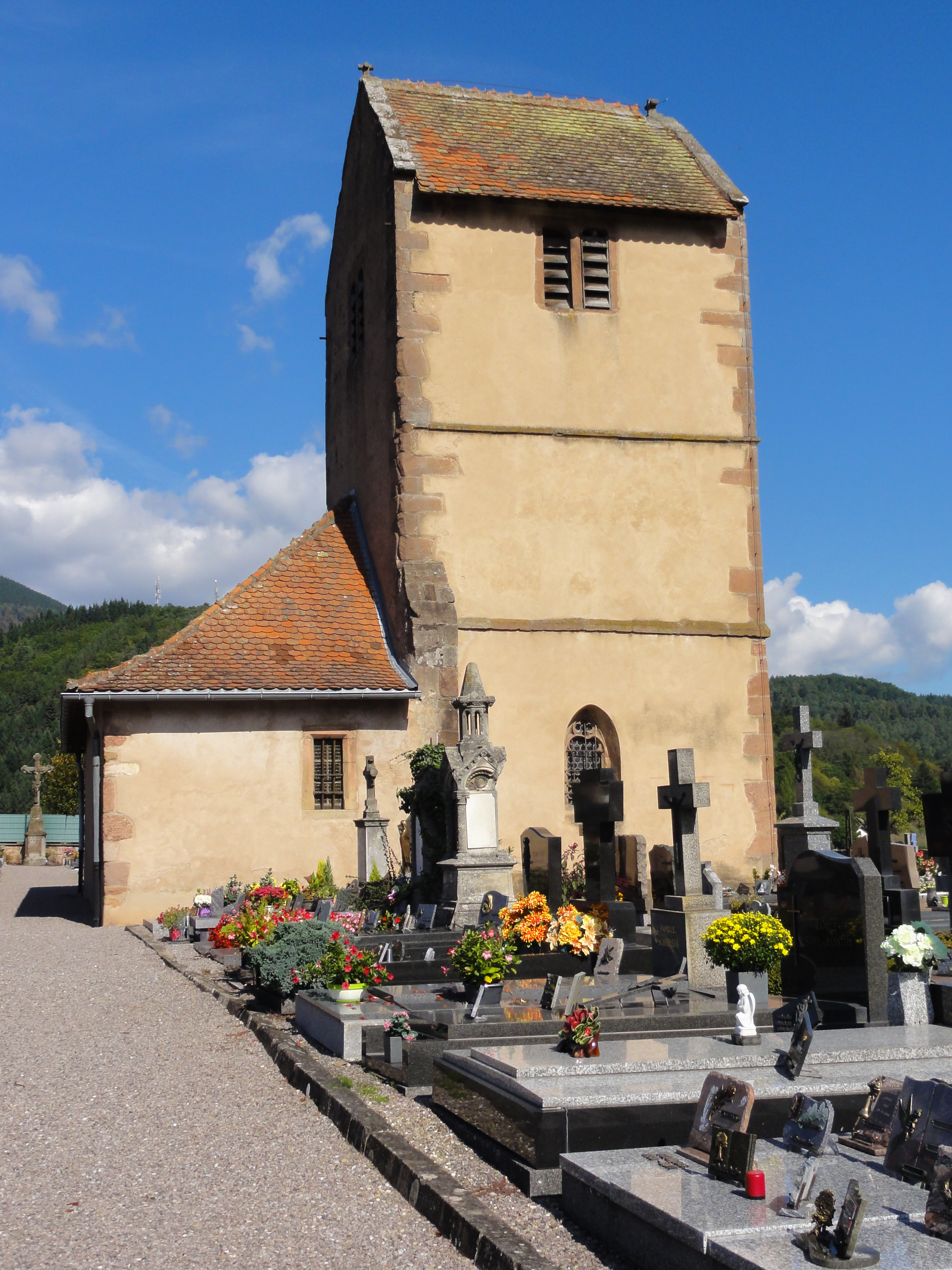
Ancienne église Saint-Antoine.
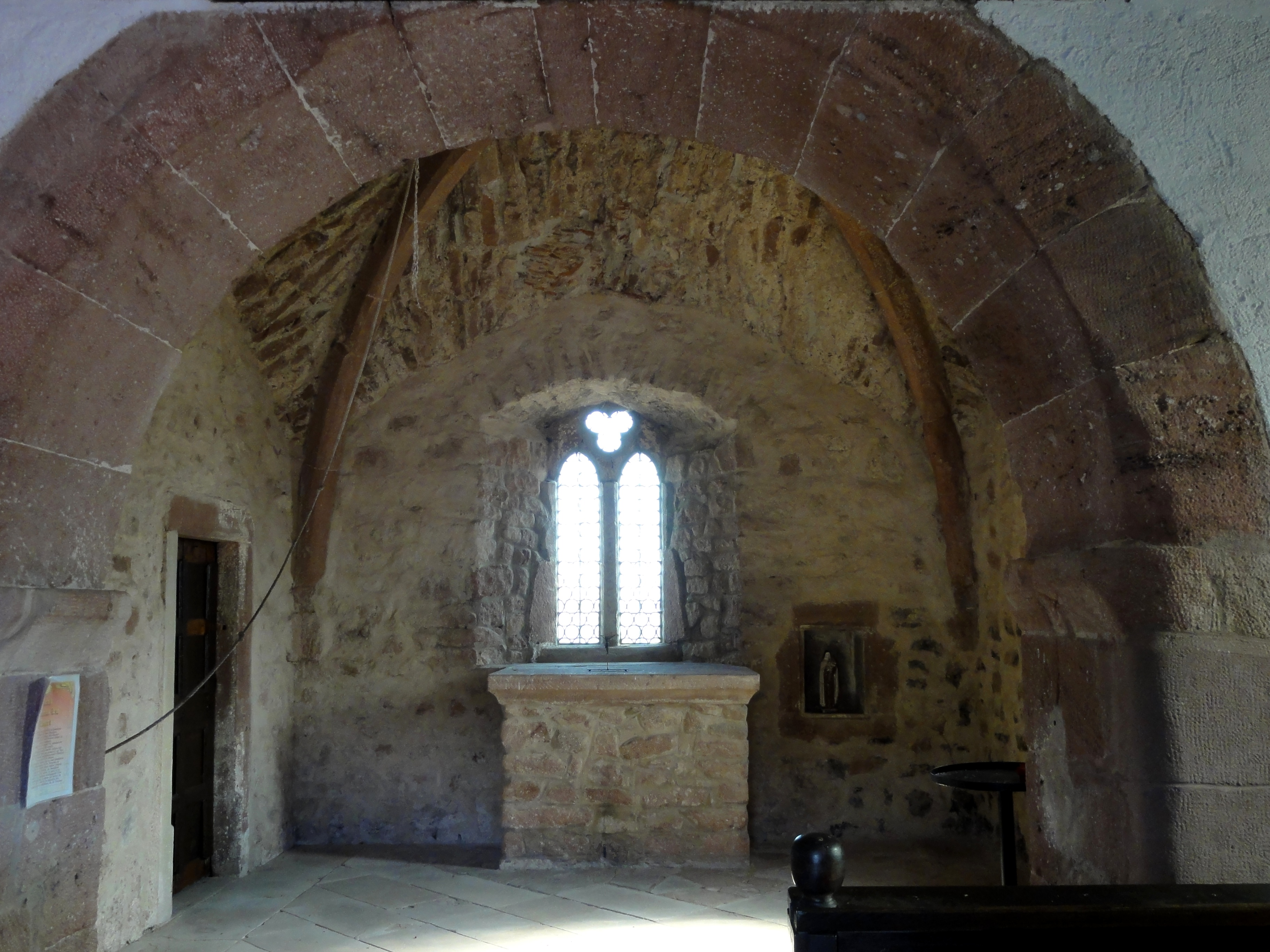
Intérieur de l'église Saint-Antoine.
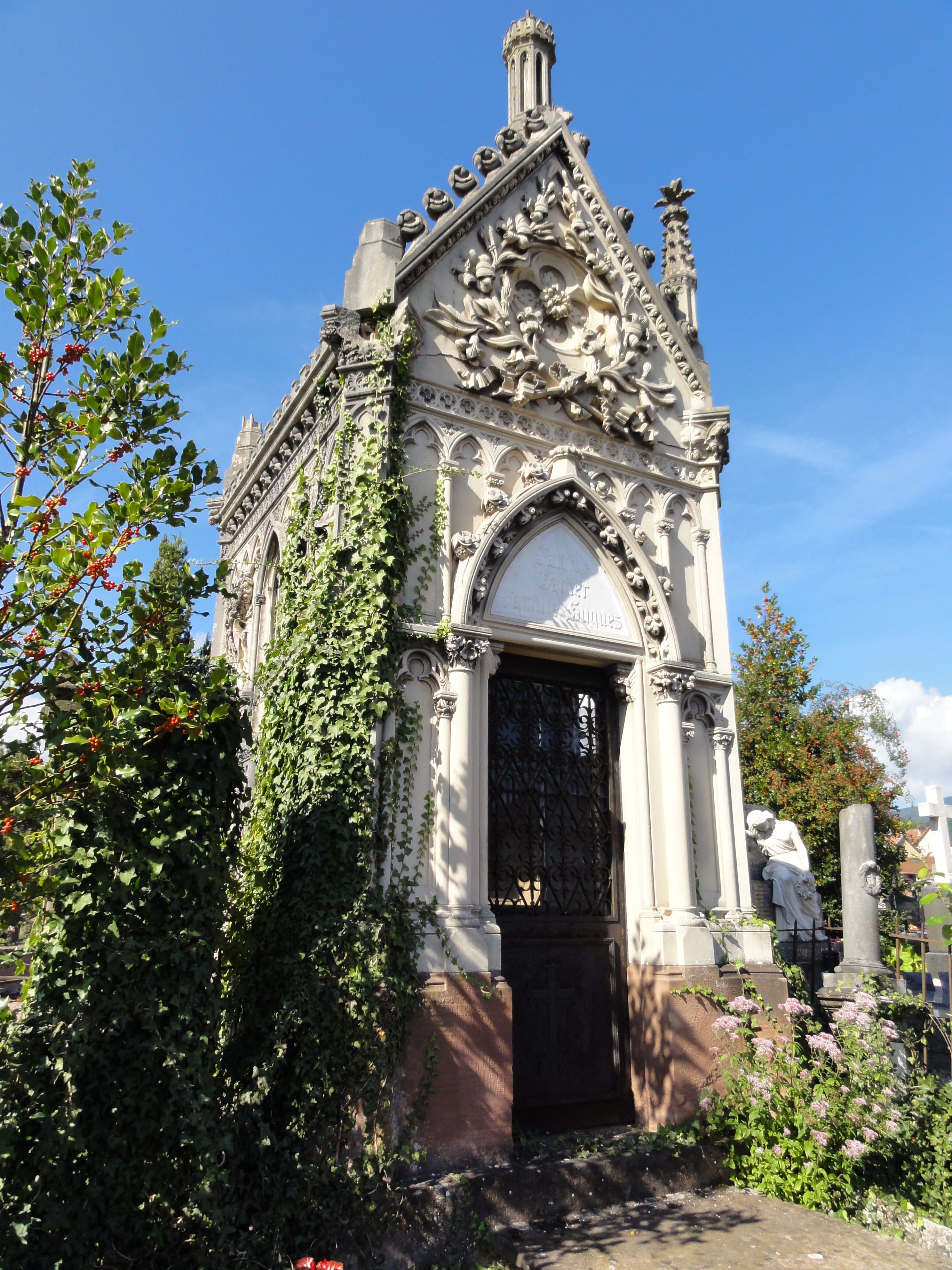
Chapelle funéraire de la famille Ganier-Hugues.
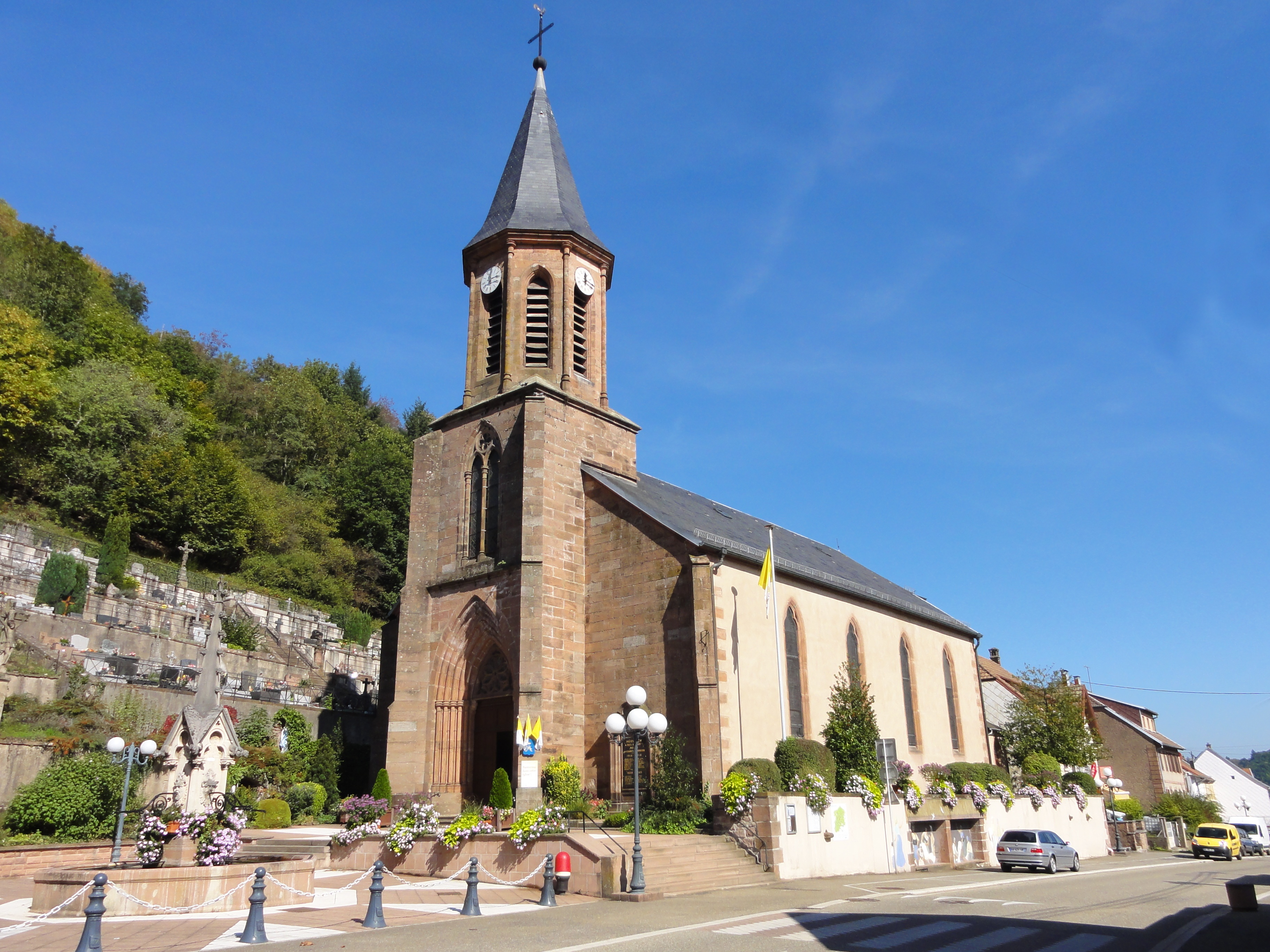
Église de l'Immaculée-Conception de Hersbach.
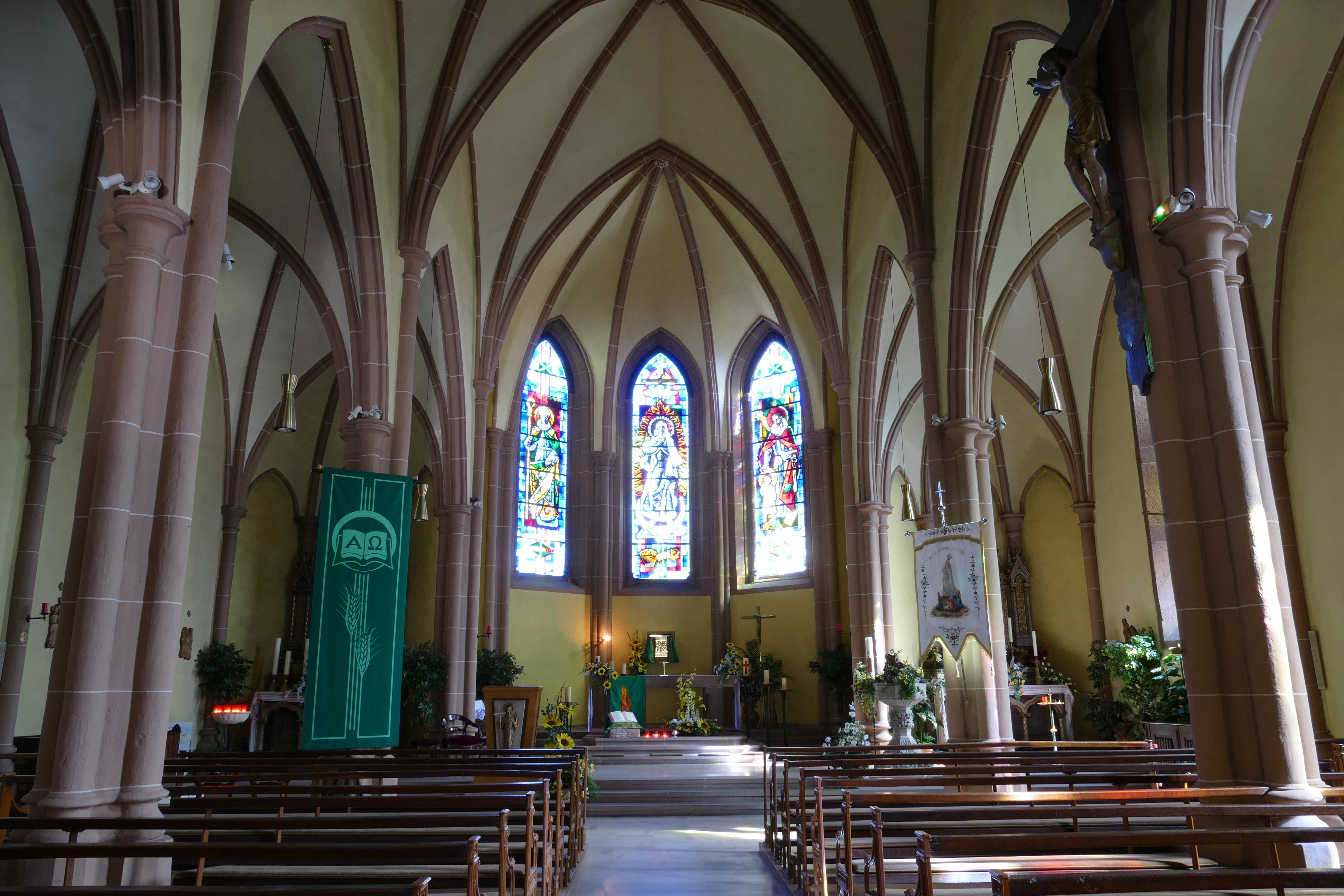
Vue intérieure de la nef vers le chœur.
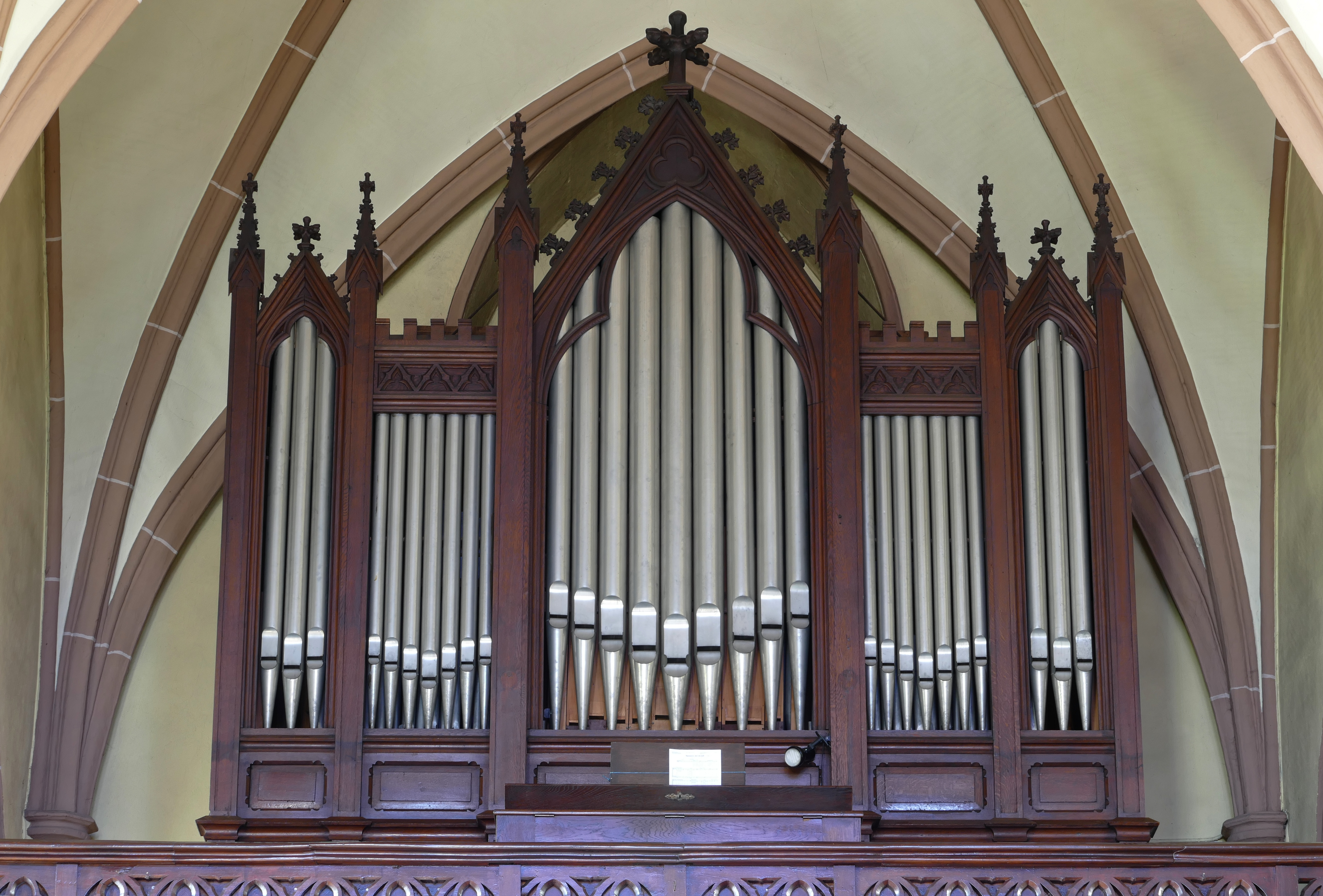
Orgue Stiehr-Mockers (1876).

#### Patrimoine civil
- Gare de Wisches.

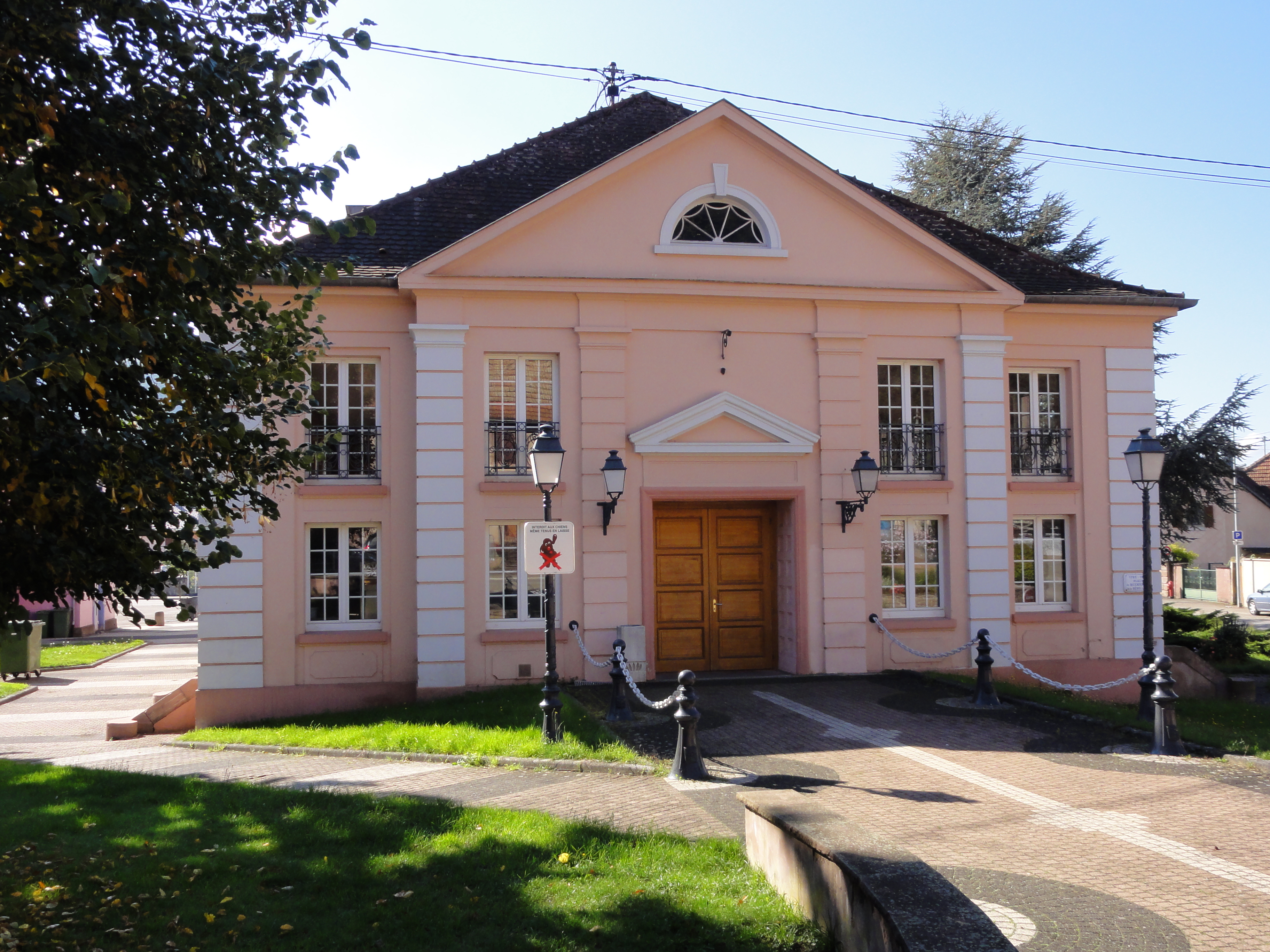
Salle des fêtes (XXe), 3 place des Sports.
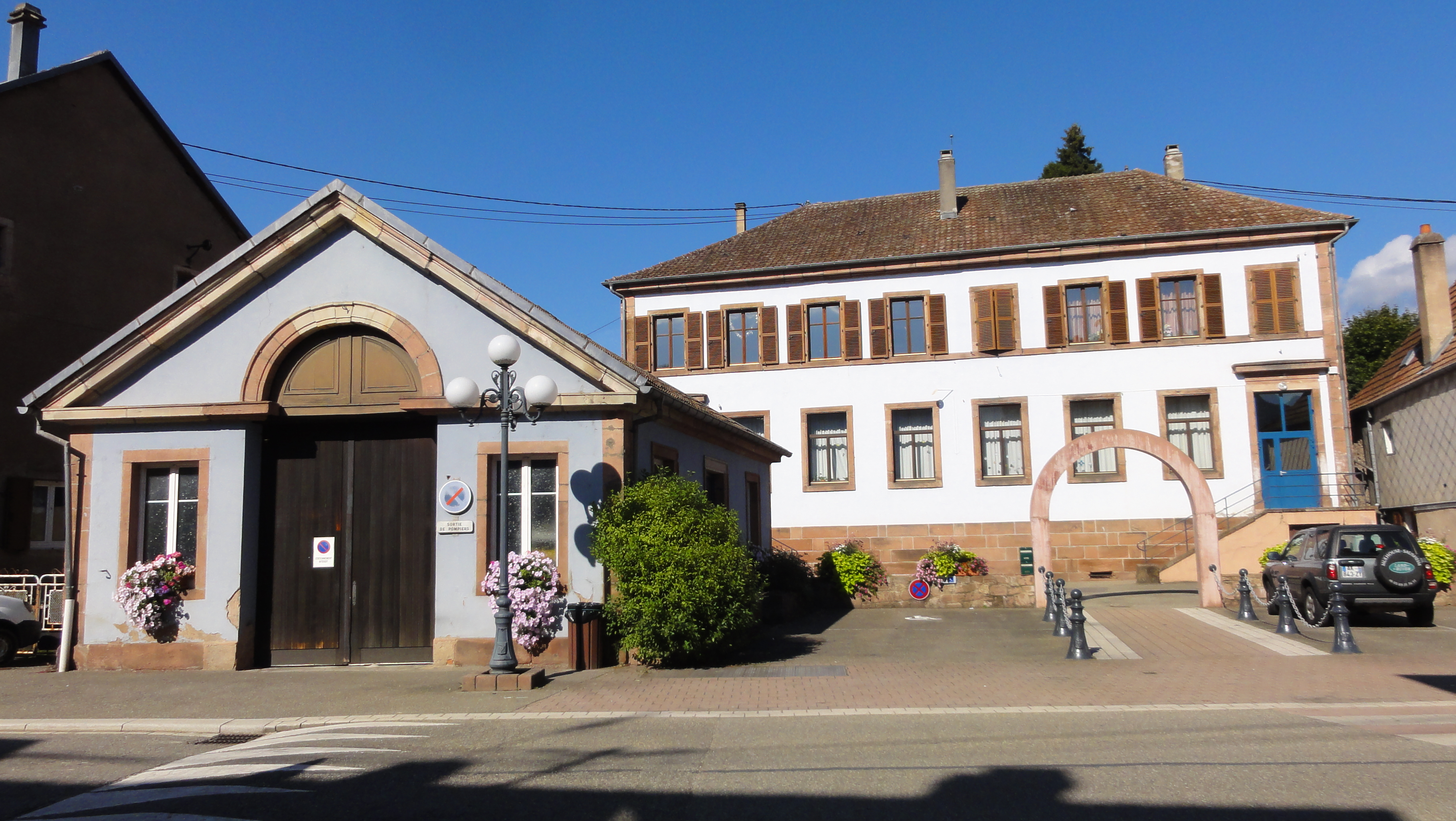
École et remise de matériel d'incendie (XIXe), 16 Grand'Rue.
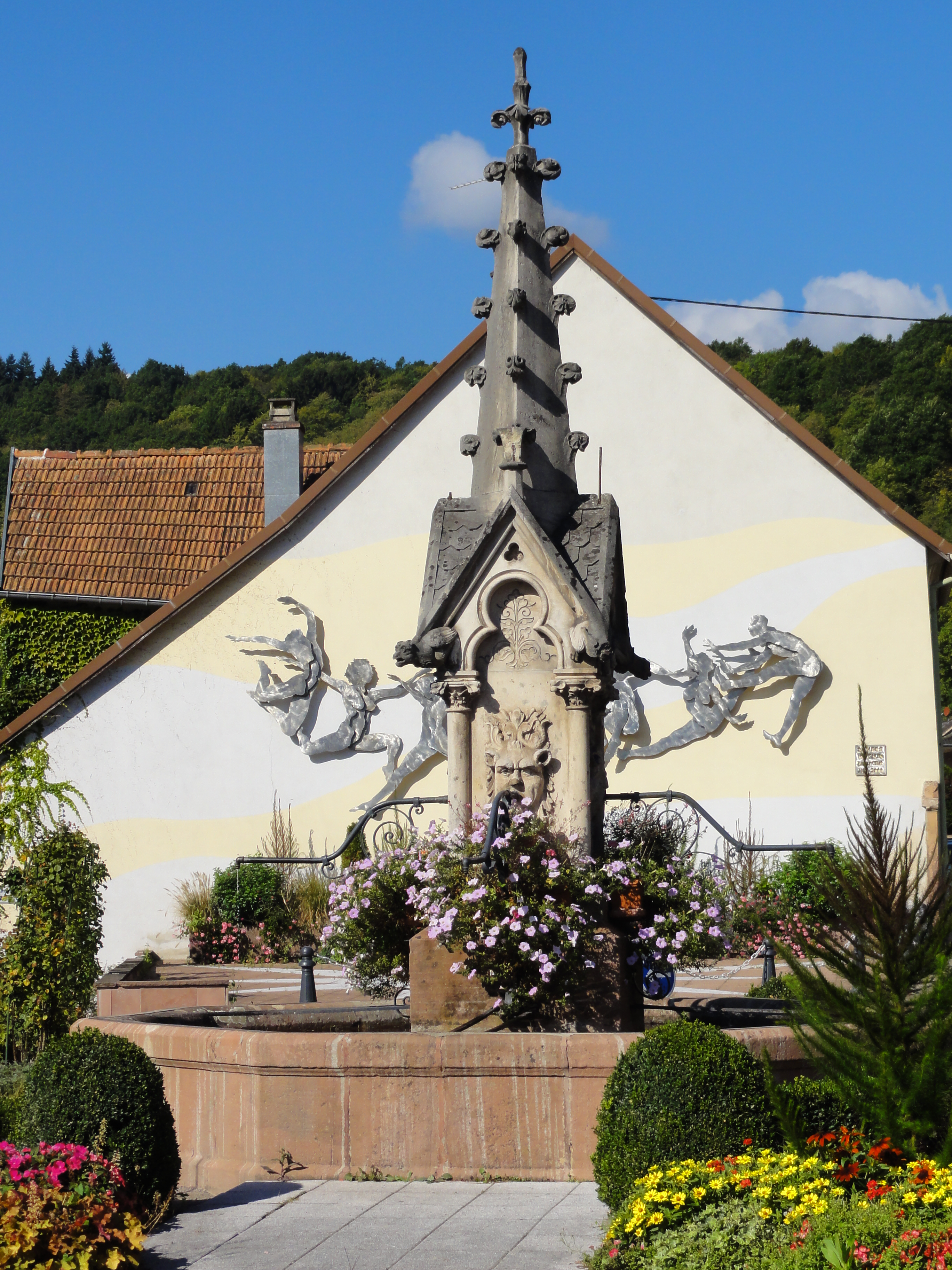
Fontaine (XIXe), Grand'Rue.
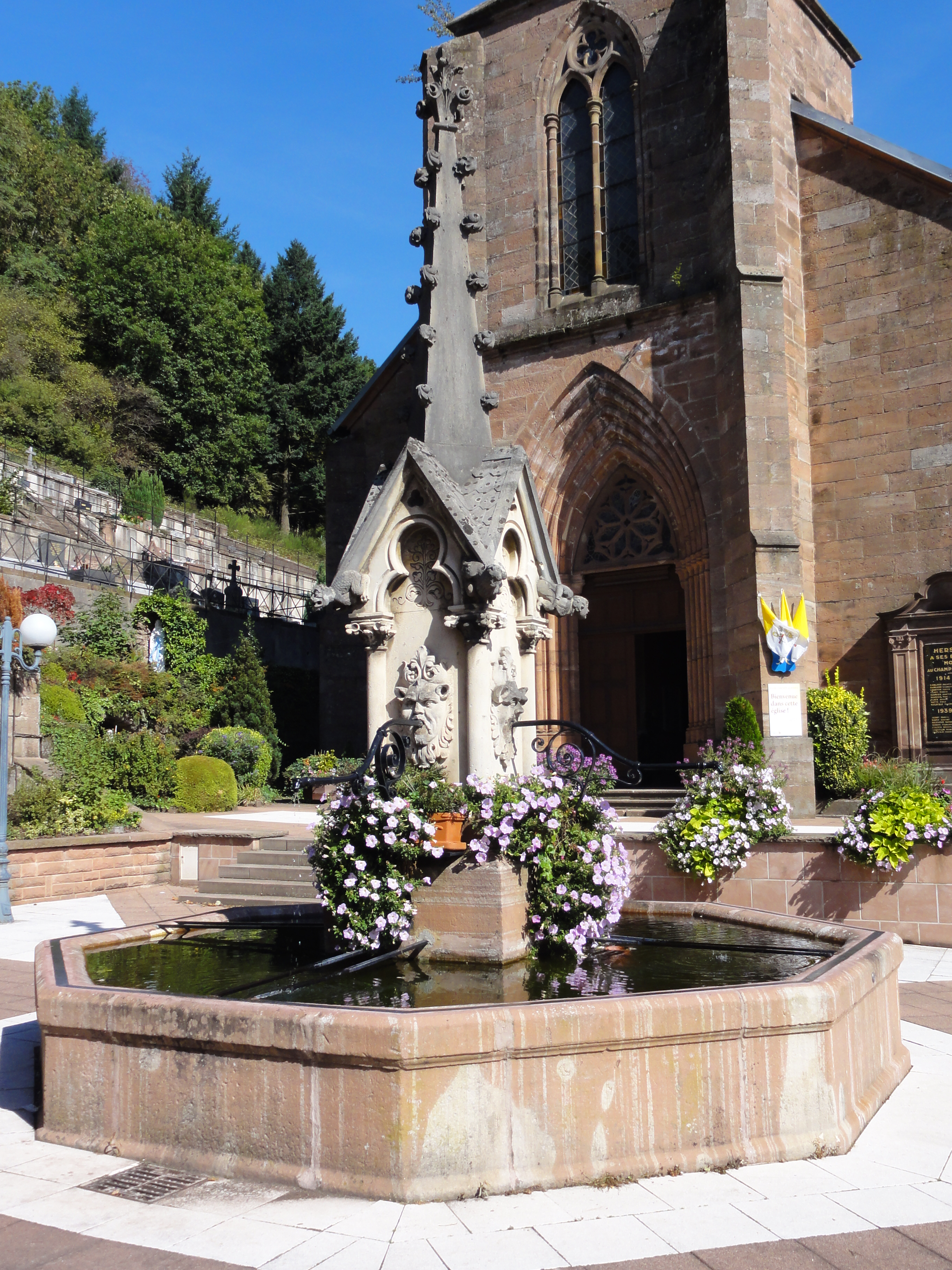
Fontaine devant l'église de Hersbach.

### Personnalités liées à la commune
- François Joseph Drouot de la Marche (1733-1814) général français né dans la commune ;
- René Stouvenel (1906-1985), passeur et résistant pendant la Seconde guerre mondiale, né dans la commune.

### Héraldique
| Blason de Wisches | Blason  | De sinople au rencontre de cerf d'argent, surmonté d'une croisette latine rayonnante d'or, au chef de gueules à la bande d'argent côtoyée de deux cotices fleuronnées du même. |
| Blason de Wisches | Détails | Les deux tiers inférieurs du blason font référence à saint Hubert, patron des chasseurs. Le tiers supérieur reprend les couleurs de Basse-Alsace. Ces armoiries officielles ont été conçues par Hubert Mehl, secrétaire général de mairie, et ont été matérialisées par un artisan verrier de Cirey-sur-Vezouze. |